# فرفرية نقص الصفيحات التخثرية
فُرْفُرِيَّةُ نَقْصِ الصَّفِيحاتِ التَخَثُّرِيَّة أو الفُرْفُرِيَّةُ القَليلَةُ الصُّفَيحاتِ الخُثارِيَّة (بالإنجليزية: Thrombotic thrombocytopenic purpura، واختصارًا: TTP) هي اضطراب نادر في نظام تخثر الدم، يتسبب في تكوين جلطات مِجهرية ممتدة في الأوعية الدموية الصغيرة في جميع أنحاء الجسم، مما يؤدي إلى انخفاض عدد الصفائح الدموية. يمكن أن تتسبب هذه الجلطات الدموية الصغيرة في إتلاف العديد من الأعضاء مثل الكلى والقلب والدماغ والجهاز العصبي. في حقبة ما قبل اكتشاف العلاج (تغيير البلازما)، كان معدل الوفيات حوالي 95 ٪. لكن مع العلاج، انخفض هذا المعدل إلى 10 ٪ في ستة أشهر. ونظرًا لأن المرض ينتج عن الأجسام المضادة التي تعمل على تنشيط نظام المناعة لتثبيط إنزيم ADAMTS13، يمكن أيضًا استخدام العوامل التي تثبط الجهاز المناعي مثل القشرانيات السكرية أو ريتوكسيماب أو سيكلوفوسفاميد أو فينكريستين أو سيكلوسبورين، إذا كان الانتكاس أو التكرار يتبع تبديل البلازما. لا يتم نقل الصفائح الدموية إلا إذا كان المريض يعاني من نزيف مهدد للحياة، لأن الصفائح الدموية التي يتم نقلها سوف تُستهلك بسرعة من خلال تكوين الجلطات.
تنشأ معظم الحالات من تثبيط تكاثف الأجسام المضادة لإنزيم ADAMTS13، وهو بروتياز فِلِزِّي مسؤول عن تشتيت العديد من متعددات القُسَيمات لعامل فون فيليبرانت إلى وحدات أصغر. ويُزيد ذلك التصاق الصفائح الدموية إلى مناطق إصابة البطانة خاصةً عندما تلتقي الشرايين والشعيرات الدموية، وهذا بدوره يؤدي إلى تكوين جلطات صغيرة. عندما تستخدم الصفائح في تكوين الجلطات الدموية، يؤدي ذلك إلى انخفاض في عدد الصفائح الدموية المنتشرة مما قد يتسبب في حدوث نزيف يهدد الحياة. السبب غير معروف بالنسبة لمعظم المرضى، لكنه يمكن أن يرتبط ببعض الأدوية وأمراض المناعة الذاتية مثل فيروس نقص المناعة البشرية والذئبة وأيضًا الحمل.
هناك شكل نادر من فرفرية نقص الصفيحات التخثرية وهو الموروث، تنتج من جين متنحي جسدي مقهور مما يؤدي إلى اختلال وظيفي للإنزيم ADAMTS13 منذ وقت الولادة، ويؤدي ذلك إلى استمرار وجود متعددات قسيمات كبيرة وهذا بدوره يشكل الجلطة الدموية (جلطات الصفيحات الصغيرة).
تخضع خلايا الدم الحمراء التي تمر بالجلطات المِجهريّة إلى تدمير أغشيتها فتتمزق خلايا الدم الحمراء في الأوعية الدموية، فينتج فقر الدم وتتكون الفصيمة الكروية. إن وجود هذه الجلطات الدموية في الأوعية الدموية الصغيرة يقلل من تدفق الدم إلى الأعضاء مما يؤدي إلى الإصابة الخلوية وتلف الأعضاء. ويعتمد العلاج الحالي على فِصادة البلازما لتقليل الأجسام المضادة المتداولة ضد ADAMTS13 وتجديد مستويات الدم من الإنزيم.

## العلامات والأعراض
قد تكون علامات وأعراض الفرفرية قليلة الصفيحات الخثارية في البداية دقيقة وغير محددة. فيعاني كثير من الناس من إعياء شبيه بالإنفلونزا أو الإسهال. الأعراض العصبية شائعة جدًا وتختلف اختلافًا كبيرًا في شدتها. تشمل الأعراض التي يتم الإبلاغ عنها بشكل متكرر الشعور بالتعب الشديد والصداع. يمكن أيضًا حدوث نوبات تشنجية وأعراض مشابهة لتلك التي تحدث من السكتة الدماغية.
مع تقدم المرض، تتشكل جلطات الدم داخل الأوعية الدموية الصغيرة (الجُمْلَةُ الوِعائِيَّةُ المِجْهَرِيَّة)، وتُستَهلك الصفائح الدموية (خلايا التجلط). ونتيجة لذلك يمكن أن تحدث الكدمات أو نادراً نزيف. والموقع الأكثر شيوعا للنزيف هو من الأنف أو اللثة.
تشمل الأعراض التقليدية للمرض خمس علامات طبية تدعم بشكل كلاسيكي التشخيص السريري له على الرغم أنه من غير المعتاد أن يقدم المرضى بجميع الأعراض الخمسة. وهي:
- حمى

- تغييرات في الحالة العقلية

- قلة الصفيحات

- انخفاض وظائف الكلى

- فقر الدم الانحلالي

وعند الفحص يظهر ارتفاع ضغط الدم.

## الأسباب
كما هو الحال مع أنواع فقر الدم الانحلالي الأخرى، تحدث بسبب التجميع التلقائي للصفيحات وتفعيل تجلط الدم في الأوعية الدموية الصغيرة. تُستهلك الصفائح الدموية في عملية التجميع وتربط عامل فون ويل براند. وتشكل هذه الصفيحات الدموية الصغيرة جلطات الدم الصغيرة التي تدور في الأوعية الدموية وتسبب تمزق خلايا الدم الحمراء.
إن أفضل سببين لفهم فرفرية نقص الصفيحات التخثرية هما المناعة الذاتية والنقص الموروث لإنزيم ADAMTS13، بينمنا غالبية الحالات المتبقية ثانوية لبعض العوامل الأخرى.

### المناعة الذاتية
كانت تُعرَف الفرفرية قليلة الصفيحات الخثارية بأنها مجهولة السبب ولكن في عام 1998 تبين أن معظم الحالات كانت ناجمة عن تثبيط إنزيم ADAMTS13 بواسطة الأجسام المضادة. تُصنف هذه الحالات الآن على أنها مرض مناعي ذاتي.
ADAMTS13 عبارة عن بروتين فِلِزِّي مسؤول عن انهيار عامل فون ويلبراند، وهو بروتين يربط الصفائح الدموية وجلطات الدم وجدار الأوعية الدموية في عملية تخثر الدم. ومن ثَمَّ فبدون الانقسام المناسب لعامل فون ويلبراند بواسطة ADAMTS13، يحدث تجلط الدم بمعدل أعلى خاصةً في الأوعية الدموية الدقيقة.

### الوراثية
قد تكون الحالة أيضا خِلقية، بسبب طفرات في جين ADAMTS13. يسمى هذا الشكل الوراثي لفرفرية نقص الصفيحات التخثرية بمتلازمة شولمان.

### الثانوية
يتم تشخيص فرفرية نقص الصفيحات التخثرية الثانوية عندما يذكر سجل المريض إحدى الميزات المعروفة المرتبطة بها. وهي تضم حوالي 40٪ من جميع الحالات. العوامل المؤهبة هي:
- السرطان
- زرع نخاع العظم
- الحمل
- استخدام الأدوية:
  - الأدوية المضادة للفيروسات (أسيكلوفير)
  - بعض أدوية العلاج الكيميائي
  - كينين
  - أوكس مورفون
  - كيوتيابين
  - بيفاسيزوماب
  - سونيتينيب
  - مثبطات تجمع الصفائح الدموية (تيكلوبيدين وكلوبيدوغريل)
  - مثبطات المناعة (تاكروليمس وسيكلوسبورين وإنترفيرون)
  - بعض الهرمونات (هرمون الإستروجين ووسائل منع الحمل)
- عدوى فيروس العوز المناعي البشري -1

آلية فرفرية نقص الصفائح التخثرية الثانوية غير مفهومة بشكل جيد لأن نشاط ADAMTS13 ليس منخفضًا مثلما الحال في تلك مجهولة السبب. وقد تتضمن المسببات المحتملة في بعض الحالات الضرر الغشائي.

## التشخيص

### التشخيص التفريقي
تتميز فرفرية نقص الصفيحات التخثرية بتشكيل جلطات الدم في الأوعية الدموية الصغيرة في جميع أنحاء الجسم، والتي يمكن أن تؤدي إلى فقر الدم الانحلالي ونقص الصفيحات. هذه الميزة مشتركة بين متلازمتين، متلازمة انحلال الدم اليوريمية ومتلازمة انحلال الدم اليوريمية غير النمطية. وبالتالي فإن التشخيص التفريقي لهذه الأمراض أمر ضروري. قد يكون واحد أو أكثر من الأعراض التالية موجودًا في كل من هذه الأمراض: أعراض عصبية (الارتباك واختلاجات دماغية وتشنجات) وضعف الكلى (ارتفاع الكرياتينين وانخفاض معدل الترشيح الكبيبي ويكون تحليل البول غير طبيعي) والأعراض المعوية (مثل الإسهال والغثيان/القيء وآلام البطن والتهاب المعدة والأمعاء).

## العلاج
بسبب ارتفاع معدل الوفيات من فرفرية نقص الصفيحات التخثرية غير المُعالَجة، يتم إجراء تشخيص افتراضي لها حتى عندما يوجد فقط فقر الدم الانحلالي ونقص الصفيحات. منذ أوائل التسعينات، أصبحت فصادة البلازما هي العلاج المفضل. يكون ذلك عن طريق إزالة بلازما دم المريض واستبدالها بالبلازما المانحة (البلازما الجديدة المجمدة)؛ يجب تكرار الإجراء يوميا للقضاء على المٌثبِّط وتخفيف الأعراض. إذا لم تتوفر عملية فصادة البلازما، يمكن ضخ البلازما الجديدة المتجمدة، ولكن الحجم الذي يمكن إعطائه بأمان يصبح محدودًا بسبب خطر الحمل الزائد للسائل، وضخ البلازما ليس مفيدًا مثل تبادل البلازما. عادةً ما يتم إعطاء الكورتيزون (بريدنيزون أو بريدنيزولون)، يمكن استخدام ريتوكسيماب، وهو ضِدُّ وحيد النسيلة يستهدف جزيء CD20 على الخلايا الليمفاوية B. يُعتقد أن هذا يقتل الخلايا البائية وبالتالي يقلل من إنتاج المُثبِّط. يُوصَى أكثر بريتوكسيماب إذا لم يستجب المرض إلى الستيرويدات القشرية وفصادة البلازما.
يتلقى معظم المرضى الذين يعانون من صفيحة نقص الصفيحات التخثرية المقاومة للعلاج أو الارتدادية علاجًا مناعيًا إضافيًا، مثل: فينكريستين أو سيكلوفوسفاميد أو استئصال الطحال أو مزيج من ما سبق.
يتلقى الأطفال المصابون بمتلازمة شولمان البلازما الاتقائية كل أسبوعين إلى ثلاثة أسابيع؛ يحافظ هذا على مستويات ملائمة من أداء ADAMTS13.
تُستخدم قياسات مستويات الدم من نازعة الهيدروجين والصفائح الدموية والكريات المتفلجة لمراقبة تطور المرض أو الشفاء. ويمكن قياس مستويات نشاط ومثبطات ADAMTS13 أثناء المتابعة.

## تقدُّم المرض
معدل الوفيات حوالي 95٪ للحالات غير المُعالَجة، ولكن التشخيص مؤاتٍ بشكل معقول (معدل البقاء على قيد الحياة 80-90٪) للمرضى الذين يعانون من فرفرية نقص الصفيحات التخثرية مجهولة السبب الذين تم تشخيصهم وعلاجهم مبكراً باستخدام فصادة البلازما.

## معدل الانتشار
نسبة حدوث فرفرية نقص الصفيحات التخثرية حوالي 4-5 حالات لكل مليون شخص في السنة. ويحدث النوع مجهول السبب كثيرًا في النساء والأشخاص المنحدرين من أصل أفريقي، ويحدث النوع الثانوي لاضطرابات المناعة الذاتية مثل الذئبة الحمامية الجهازية بشكل أكثر تواترًا في الأشخاص المنحدرين من أصل أفريقي. شكلت النساء الحوامل والنساء في فترة ما بعد الولادة نسبة ملحوظة (12-31٪) من الحالات في بعض الدراسات؛ إذ تؤثر فرفرية نقص الصفيحات التخثرية على واحدة من بين كل 25000 حالة حمل.

## التاريخ
وُصِف في البداية بواسطة الطبيب إيلي موسكوفيتز في مستشفى في مدينة نيويورك عام 1925. وأرجَعَ موسكوفيتز المرض (بشكل غير صحيح) إلى سبب سام. وأشار موشكوفيتش إلى أن مريضه، فتاة في السادسة عشرة من العمر، كانت تعاني من فقر الدم وفرفرية وبيلة دموية مجهرية وفي تشريح الجثة: جلطات منتشرة في الأوعية الدموية الدقيقة. في عام 1966، أدى استعراض 16 حالة جديدة و 255 حالة تم الإبلاغ عنها سابقًا إلى صياغة الخلاصة الكلاسيكية للأعراض والنتائج (أي نقص الصفيحات وفقر الدم الانحلالي الدقيق والأعراض العصبية والفشل الكلوي والحمى)؛ في هذه السلسلة تم العثور على معدلات وفيات عالية جدا (90٪).
أشارت الدراسات اللاحقة أن بلازما الدم كانت فعالة للغاية في تحسين المرض.
في عام 1982، تم ربط المرض مع عامل فون ويلبراند غير الطبيعي. وتم التعرف على وجود بروتياز ناقص لدى الأشخاص المصابين في عام 1998. وتم تحديد موقع ADAMTS13 داخل الجينوم البشري في عام 2001.